# 純心学園前停留場
純心学園前停留場（じゅんしんがくえんまえていりゅうじょう）は、鹿児島県鹿児島市郡元一丁目にある鹿児島市電唐湊線の停留場。使用する系統は鹿児島市電2系統のみである。

## 歴史
- 1959年（昭和34年）12月20日：鹿児島市交通局により設置される。

## 構造
- 2面2線の相対式ホーム。地上駅。両ホームとの行き来は電車が通過中でない限りいつでもできる。
- 両のりばとも車椅子及び電動車椅子の使用はホーム幅が規定に足りないため不可。
- 無人駅で、乗車券などの販売は行っていない。

### のりば
- 2系統 - 郡元方面
- 2系統 - 鹿児島中央駅前、天文館、鹿児島駅前方面

## 利用状況
| 年度   | 1日平均 乗降人員 |
| ------ | ---------------- |
| 2011年 | 1,446            |
| 2012年 | 1,447            |
| 2013年 | 1,426            |
| 2014年 | 1,357            |
| 2015年 | 1,501            |

## 周辺
- 鹿児島大学教育学部附属中学校

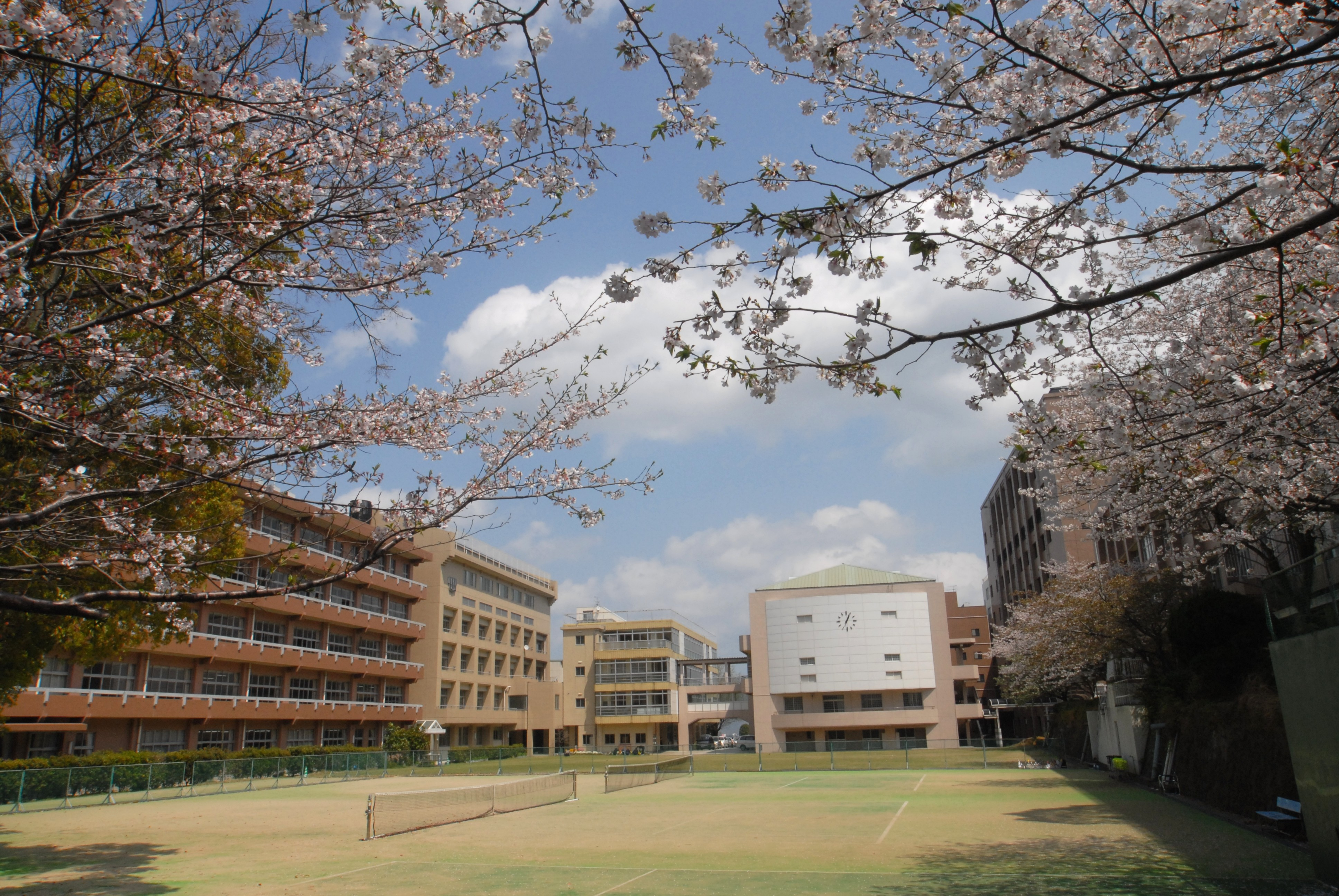
鹿児島純心女子中学校・高等学校

- 鹿児島純心女子学園（実際は丘の上に立地する）
  - 鹿児島純心女子短期大学
  - 鹿児島純心女子中学校・高等学校
- JR九州郡元駅

## 隣の停留場
鹿児島市交通局
鹿児島市電2系統
工学部前停留場 - 純心学園前停留場 - 中郡停留場